# Лукианисты

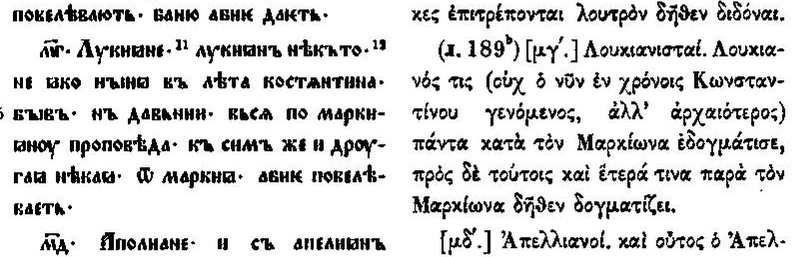
Лукианисты в книге В. Н. Бенешевича Древнеславянская кормчая XIV титулов без толкования. СПб, 1907.Т. 1.

Лукиани́сты (др.-греч. λουκιανισταί; лат. lucianistæ; ст.‑слав. лукиꙗне) — еретики II века, названные по имени основателя их учения — Лукиана.
Лукиан и лукианисты описаны следующими авторами: Филастрием в книге «Liber de Haeresibus», у него апеллиане это 46 ересь; Епифанием в Панарионе в числе 80 ересей и Иоанном Дамаскиным в книге «О ста ересях вкратце», у обоих авторов это 43 ересь.
Лукиан учился вместе с Апеллесом у Маркиона, после чего каждый из них создал свою секту, первый — лукианистов, второй — апеллиан. Епифаний Кипрский сообщает о том, что секта лукианистов просуществовала недолгое время, к концу IV века, к моменту написания «Панариона», её уже не было, по этой причине сведения о Лукиане и лукианистах очень скудные. Епифаний пишет о том, что учение Лукиана было согласно с учением Маркиона по основным богословским вопросам.
Лукианисты исповедовали дуализм, считая, что справедливый, но жестокий и мстительный Бог Ветхого Завета (Демиург материального мира) не имеет ничего общего с истинным, всеблагим и трансцендентным Богом — Отцом Небесным, сыном которого и был Иисус Христос. Главное отличие лукианистов от маркионитов состояло в том, что Лукиан и лукианисты отвергали брак и учили жить мужчинам и женщинам в чистоте друг от друга. Безбрачное жительство, согласно учению Лукиана, необходимо для уничтожения дел Демиурговых; так как от брака — деторождение, от которого у Демиурга в мире бывает изобилие. Против изобилия, происходящему в мире для Демиурга и надо людям не вступать в брак, как и не соединяться плотски с противоположным полом.
Необходимо различать еретиков лукианистов II века с лукианистами — учениками Лукиан Антиохийский IV века.